# Gentiana pseudosquarrosa
Gentiana pseudosquarrosa är en gentianaväxtart som beskrevs av H. Smith. Gentiana pseudosquarrosa ingår i släktet gentianor, och familjen gentianaväxter. Inga underarter finns listade i Catalogue of Life.